# Portalia
Portalia é um gênero de incertae sedis do período Cambriano. Seu fóssil foi encontrado no Folhelho Burgess.

## Descrição
O corpo de Portalia é em forma de 'salsicha' e as características mais distintivas são várias estruturas alongadas semelhantes a tentáculos que cobrem toda a superfície de seu corpo. Essas estruturas tendem a se dividir em vários ramos simples. Um filamento central dentro do corpo foi interpretado como parte do intestino e a cabeça foi provisoriamente identificada como uma área mais escura em uma das extremidades.

## História de Pesquisa
O único espécime conhecido de Portalia foi descrito pela primeira vez por Walcott em uma breve descrição publicada em 1918 e refigurada em uma publicação posterior. Walcott interpretou este fóssil como um holoturiano, membro de um grupo de equinodermos mais conhecidos como pepinos-do-mar. Madsen (1957) sugeriu que Portalia poderia ser uma esponja primitiva, mas Durham (1974) pensou que a afinidade holoturiana não poderia ser rejeitada sem estudos adicionais. Segundo Briggs e Conway Morris (1986), Portalia é considerada um organismo problemático à espera de uma redescrição completa.